# Alabasterküste

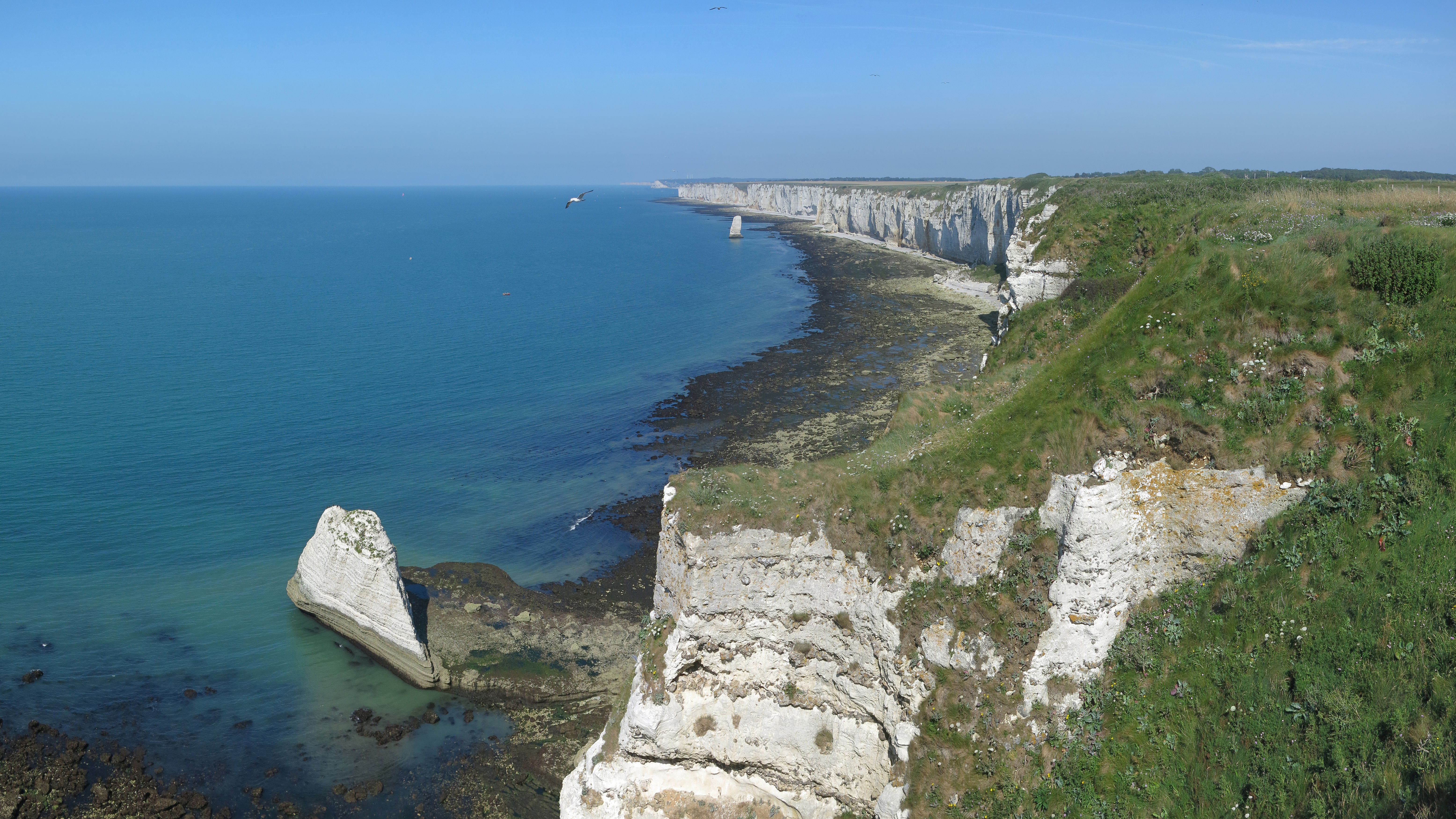
Die Steilküste zwischen Étretat und Fécamp

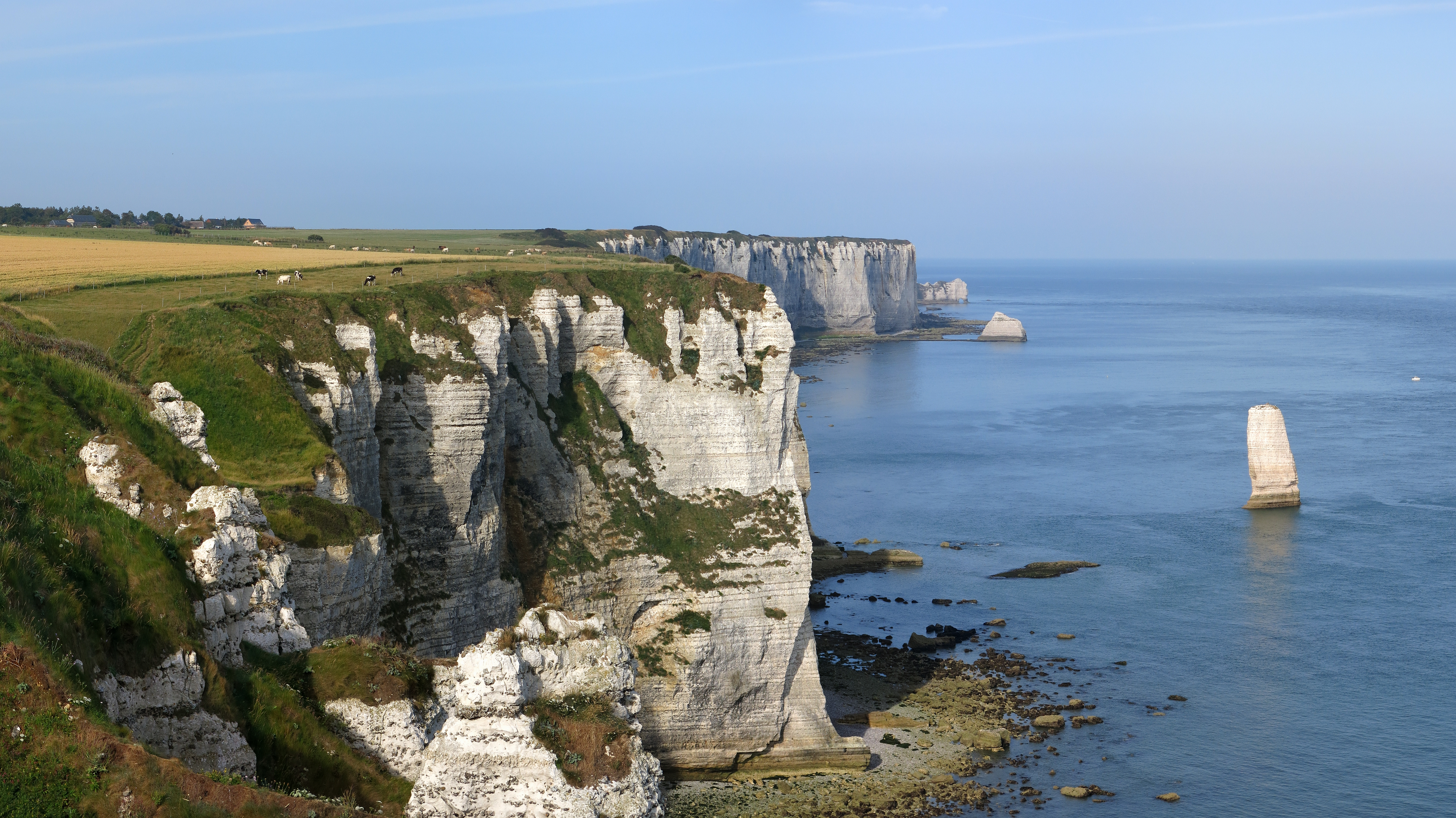
Zwischen Yport und Étretat

Nordöstlich von Fécamp am Kap Fagnet

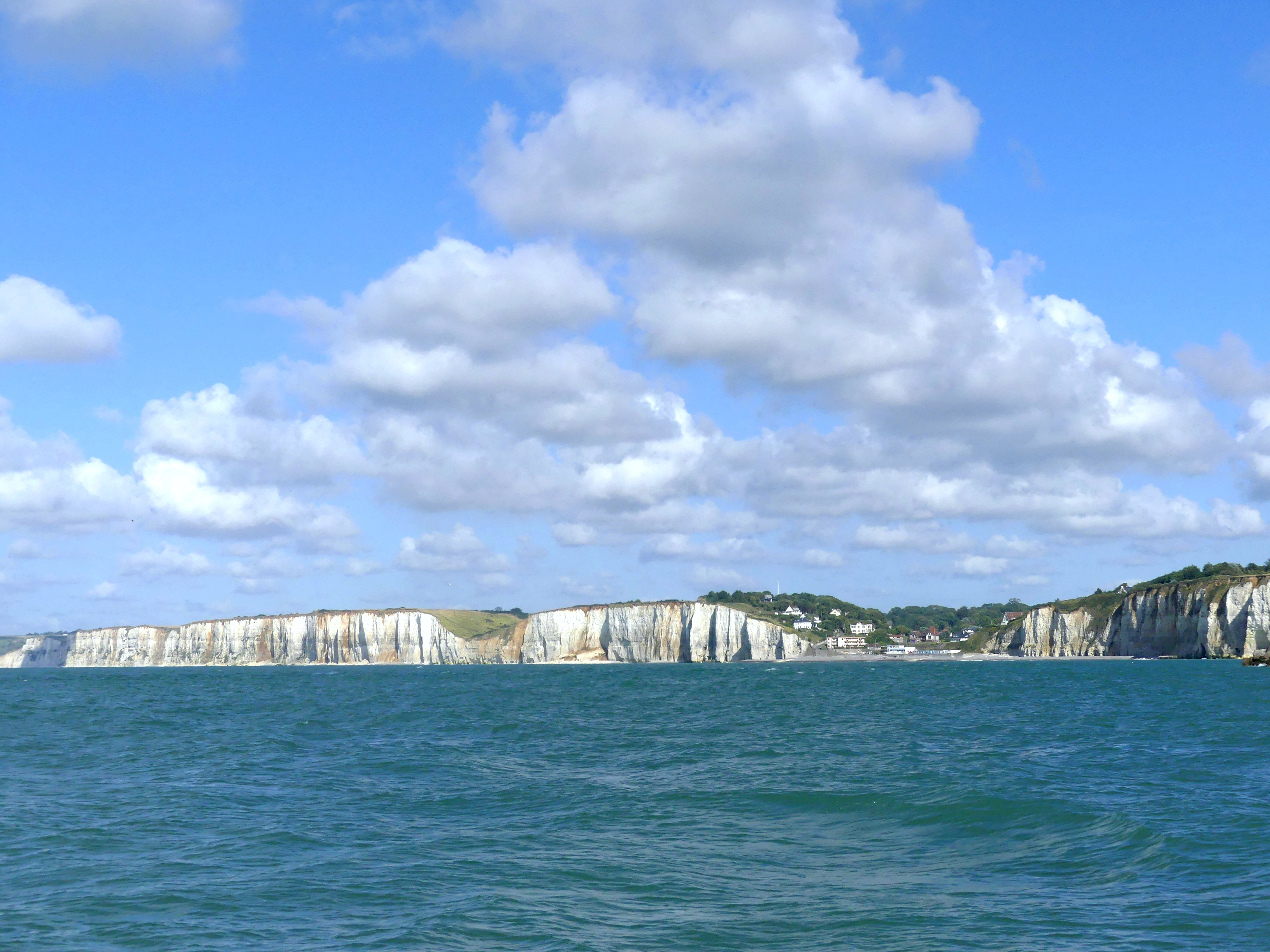
Alabasterküste bei Dieppe

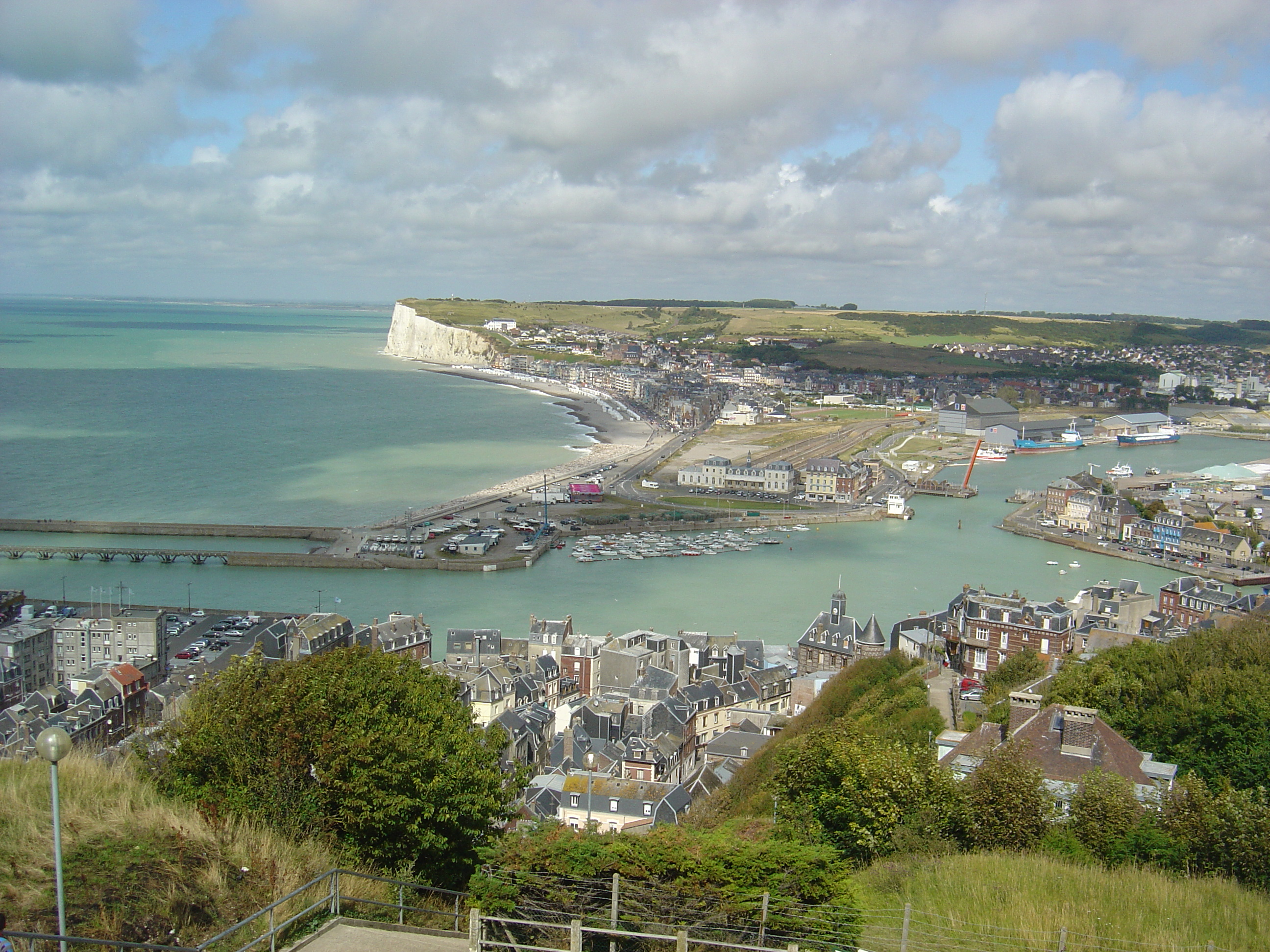
Blick auf Le Tréport

Alabasterküste (französisch La Côte d’Albâtre) ist der Name einer Steilküste in der französischen Region Normandie. Der Name kommt von den alabasterfarbenen, bis über hundert Meter hohen Steilklippen (Kreidefelsen), die nur gelegentlich von einem bis ans Meer reichenden Taleinschnitt (frz. Valleuse) durchbrochen werden.

## Lage
Die 120 km lange Alabasterküste erstreckt sich von Le Havre an der Mündung der Seine nach Nordosten bis hinter Le Tréport an der Grenze zur Region Hauts-de-France. Sie bildet einen Teil der französischen Küste am Ärmelkanal. Markante geografische Punkte sind Kap Fagnet und Kap d’Antifer.
Hauptorte entlang der Alabasterküste sind Le Havre, Fécamp, Dieppe und Le Tréport. Außergewöhnliche Attraktionen sind die Felsformationen um Étretat und Yport, wie Porte d’Amont, Porte d'Aval, Aiguille d’Etretat, Manneporte, Pointe de la Courtine und Pointe du Fourquet. Außerdem bestehen eindrucksvolle Strände wie der Plage du Tilleul und die Valleuse de Jambourg. In den Kreidefelsen befinden sich auch Höhlen, wie Trou à l’Homme oder Chambre des Demoiselles.

## Geologie
In der Oberkreide lagerten sich über Millionen Jahre hinweg Meeressedimente aus Kalk und kalkschaligen Kleinstorganismen ab. Vor etwa zwei Millionen Jahren hob sich die Formation durch Bewegungen der Erdkruste und ragt nun bis zu etwa 100 Meter über den Meeresspiegel hinaus. Unterbrochen wird die Küstenlinie von den Valleuse genannten Taleinschnitten. Sie entstanden als Einschnitt von Wasserläufen in der letzten Eiszeit vor ca. 90000 bis 12000 Jahren, als der Meeresspiegel besonders tief und noch deutlich unter dem heutigen Niveau stand.

## Geschichte
An der Alabasterküste wurden über längere Zeiträume gewerbsmäßig Kieselsteine gesammelt, um sie als Zuschlagstoff für Beton, zur Herstellung von Schleifpapier, als chemischen Hilfsstoff oder für die Herstellung von Lacken und Farben zu benutzen. Der Bestand an Kieselsteinen ging dadurch um die Hälfte zurück. Die vorherige Funktion als Wellenbrecher wurde dadurch beeinträchtigt, was zu einer verstärkten Erosion der Küste führte. 1975 wurde die Gewinnung der Kieselsteine beendet. Das Sammeln der Kieselsteine ist heute verboten.
Die Alabasterküste ist aufgrund ihres landschaftlichen Reizes ein häufiges Motiv von Künstlern. So schufen unter anderem die Maler Eugène Boudin, Camille Corot, Gustave Courbet, Eugène Delacroix, Eugène Isabey, Eugène Lepoittevin, Claude Monet und Félix Vallotton viele Werke mit Motiven der Alabasterküste. Auch der Dichter Guy de Maupassant verkehrte hier.